# 山内悦嗣
山内 悦嗣（やまうち よしあき、1937年 - ）は、日本の公認会計士。アーサー・アンダーセン日本代表や、ソニー取締役監査委員会議長等を務めた。

## 人物・経歴
開成高等学校を経て、一橋大学商学部卒業後、公認会計士登録し、1986年アーサー・アンダーセン日本代表に就任。1999年日本アンダーセン研究所副理事長、株式会社住友銀行取締役、2000年スタンレー電気株式会社監査役、2001年株式会社アマナ取締役、セイコーウオッチ株式会社監査役、2002年株式会社三井住友フィナンシャルグループ取締役、2003年ソニー株式会社取締役監査委員会議長、2005年ソニー生命保険株式会社監査役、2006年住友電装株式会社監査役、2011年株式会社アマナホールディングス、セイコーホールディングス株式会社監査役。

## 著作
- 「セール・アンド・リースバックの会計処理(会計時事)」企業会計.32(10) 1980.10
- 「FASB第52号「外貨換算」の公表(海外の動き)」企業会計.34(2) 1982.02
- 「米国SECの外国発行会社の届出関係規則の改正案(海外の動き)」企業会計.34(3) 1982.03
- 「FAS.No.52における先物為替予約会計」企業会計35(6) 1983.06
- 「不正をチェックできない公認会計士なんかいらない!」（山口栄二と共著）朝日ジャーナル34(15) 1992.04.10
- 「ソニーモデルに見る、進化しつづけるコーポレート・ガバナンス--ソニー ソニー(株) 取締役 監査委員会議長 山内悦嗣」（作田稔・南稔と共著）クオリティマネジメント.55(7)2004.7